# Sacciolepis indica
Sacciolepis indica är en gräsart som först beskrevs av Carl von Linné, och fick sitt nu gällande namn av Mary Agnes Chase. Sacciolepis indica ingår i släktet Sacciolepis och familjen gräs. Inga underarter finns listade i Catalogue of Life.

## Bildgalleri

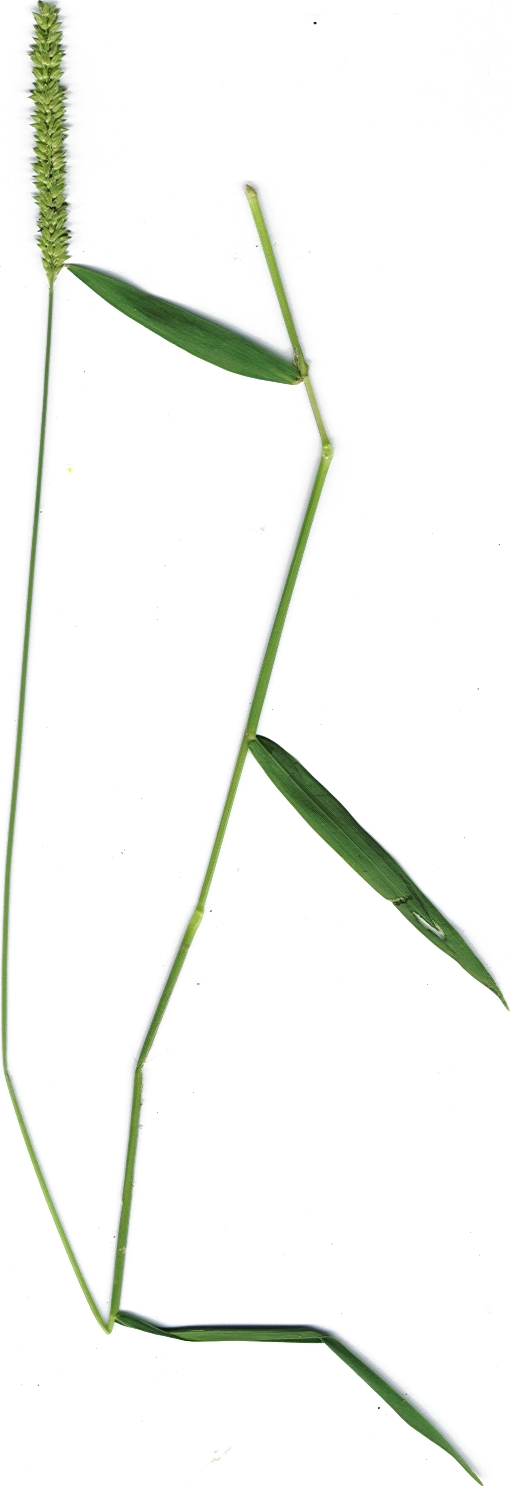
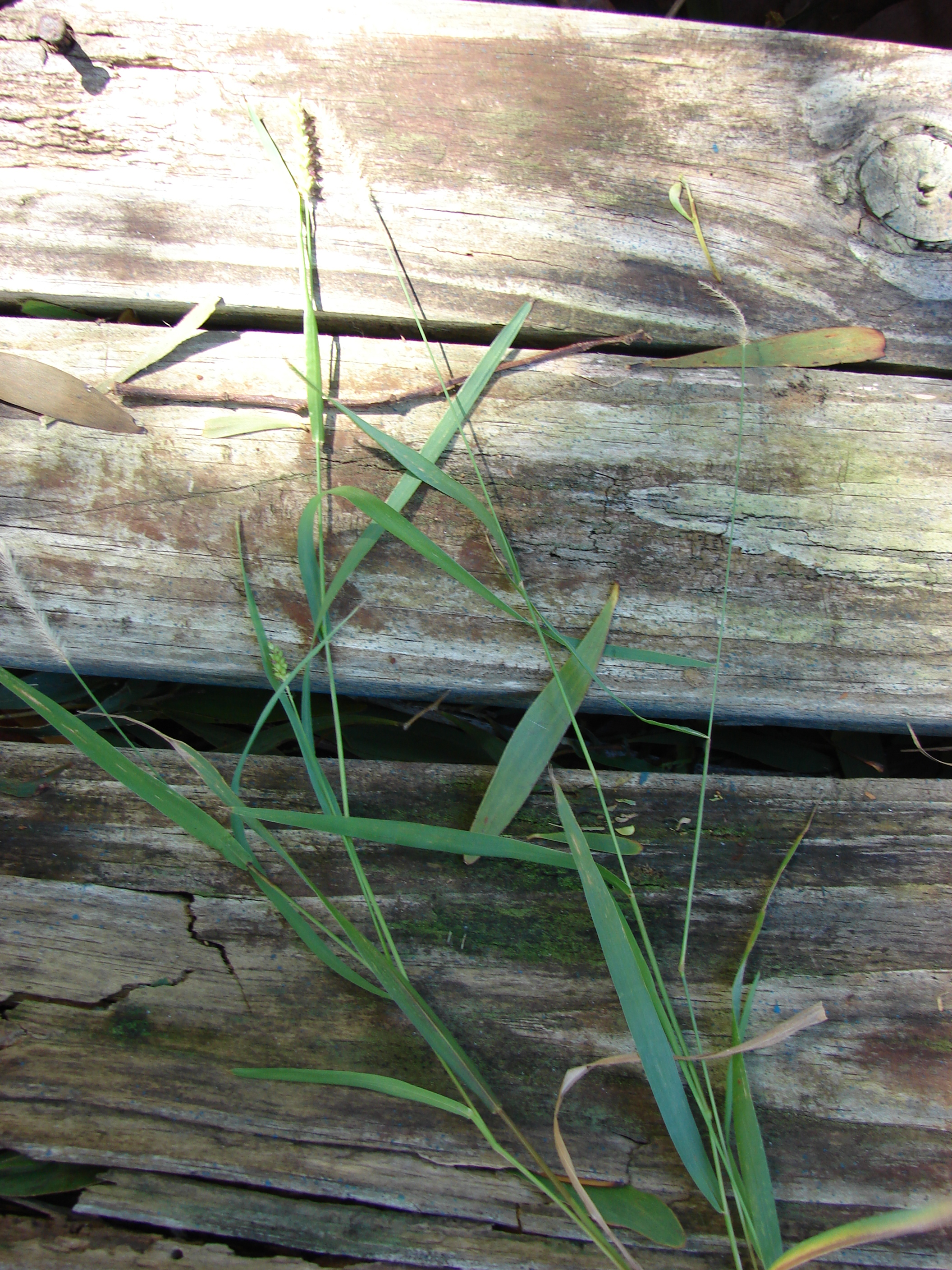
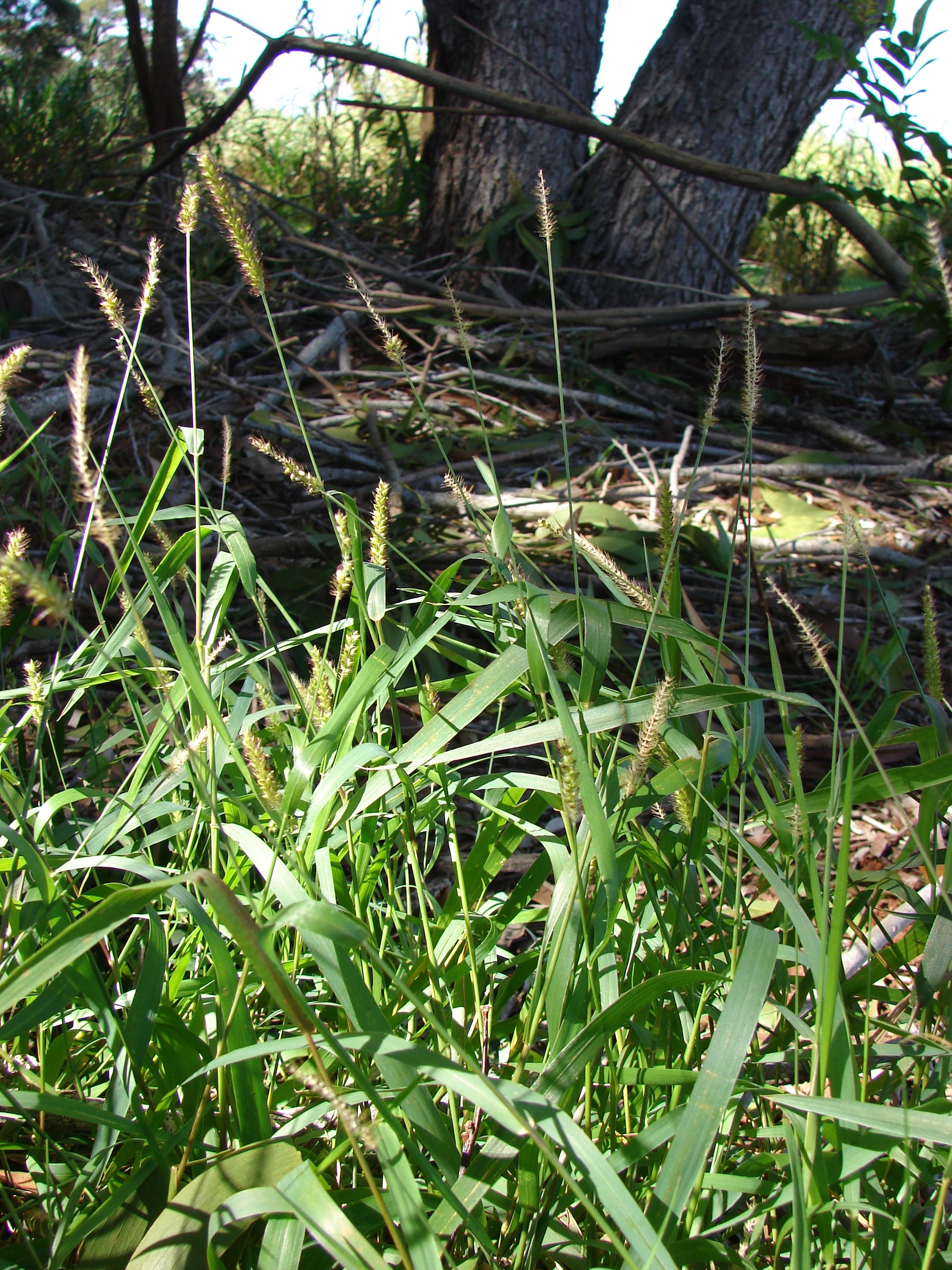
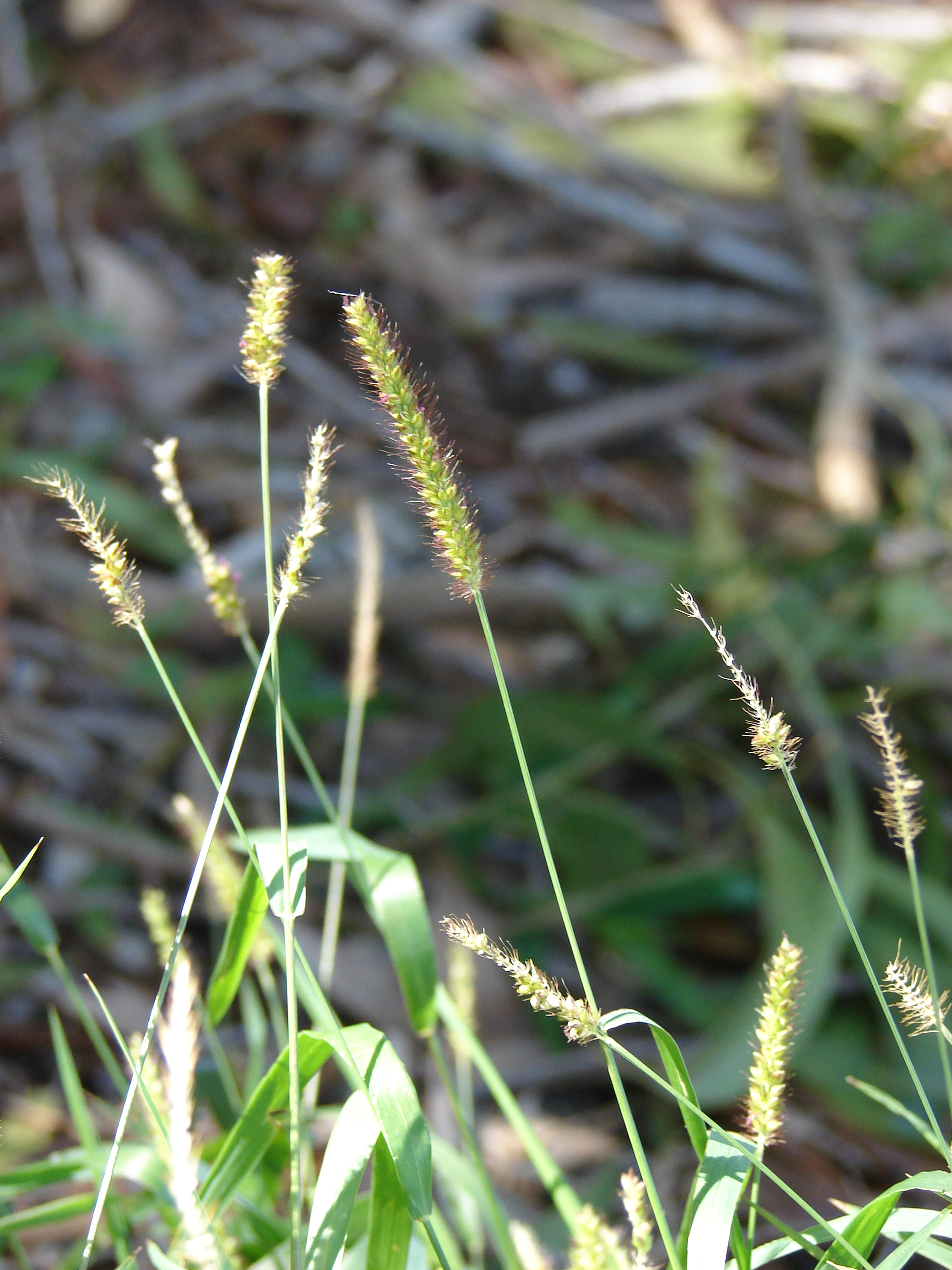